# Andrew Vilk
Andrew James Vilk, detto Andy (Londra, 11 giugno 1981), è un ex rugbista a 15, ex rugbista a 7 e allenatore di rugby inglese, in carriera utility back nel rugby a 15 e internazionale per l'Inghilterra nella disciplina del rugby a 7. Dal 2014 al 2022 è stato il responsabile tecnico della nazionale italiana a 7.

## Biografia
Vilk nacque Londra nel distretto di Hammersmith; ricevette l'educazione primaria vicino alla città di Reading, dove praticò calcio e rugby fino all'età di 17 anni. A 18 anni si spostò per un anno in Nuova Zelanda svolgendo l'attività di tutoraggio nel dipartimento di educazione fisica al Tauranga Boys' College. Tornato in Inghilterra, conseguì una certificazione in geografia all'Università di Loughborough dove fece parte del club universitario di rugby a 15 fino al 2003, il Loughborough Students RUFC.
Nel 2003 venne ingaggiato dalla squadra professionistica dei Northampton Saints per disputare l'English Premiership 2002-03; nel 2006 fu ceduto ai Sale Sharks e nel 2008 approdò in Italia tra le file della Benetton Treviso. Rimase a Treviso per tre stagioni vincendo lo scudetto nel 2008-09 e nel 2009-10; successivamente, fece parte della rosa giocatori del Treviso che esordì in Celtic League insieme alla franchigia degli Aironi, l'altra compagine italiana.
Dopo una parentesi con i club Rugby Lions RFC in un campionato minore inglese, nel 2012 venne nuovamente ingaggiato in Italia dal Calvisano, campione d'Italia in carica, vincendo lo scudetto 2013-14. Al termine di questa stagione si ritirò dall'attività agonistica.
Nel 2014 fu nominato dalla FIR selezionatore e commissario tecnico della nazionale di rugby a 7 maschile, incarico che mantenne sino al settembre 2022, quando venne sostituito nel ruolo da Matteo Mazzantini.

### Carriera nel rugby a 7
Nel febbraio 2005 entrò a far parte della nazionale inglese a 7, partecipando al New Zealand Sevens di Wellington; nel 2006, vinse il torneo Hong Kong Sevens e conquistò la medaglia d'argento ai XVIII Giochi del Commonwealth in tale disciplina. Fece parte delle selezioni vincitrici ai tornei Dubai Sevens nel 2005, USA Sevens di Los Angeles nel 2006 e New Zealand Sevens di Wellington nel 2009, tappe prestigiose del circuito internazionale IRB Sevens World Series.
Durante la carriera internazionale disputò 32 tornei per l'Inghilterra, di cui 26 consecutivamente: 30 tornei delle IRB Sevens World Series (127 presenze e 205 punti), i XVIII Giochi del Commonwealth e la Coppa del Mondo di rugby a 7 2009. Ricoprì il ruolo di capitano di tale nazionale durante la stagione 2007-08 delle World Series, battendo la Nuova Zelanda alle London Sevens per la prima volta dopo quattro anni. Fu richiamano in nazionale nel 2012, in occasione delle World Series.

## Palmarès
- Campionati italiani: 3
Benetton Treviso: 2008-09, 2009-10
Calvisano: 2013-14
- Coppe Italia: 1
Benetton Treviso: 2009-10
- Supercoppe d'Italia: 1
Benetton Treviso: 2009